# لين د. ستيوارت
لين د. ستيوارت (بالإنجليزية: Lynn D. Stewart)‏ هو سياسي أمريكي، ولد في 1941 بسولت ليك في الولايات المتحدة. حزبياً، نشط في الحزب الجمهوري. وقد انتخب عضو المجلس النيابي لولاية نيفادا.